# Low (band)
Low is een Amerikaanse indie-gitaarband. De kern bestond uit het echtpaar Alan Sparhawk en Mimi Parker, afkomstig uit Duluth (Minnesota). Parker overleed op 5 november 2022 op 55-jarige leeftijd aan eierstokkanker.
Hun muziek werd soms omschreven als "slowcore", een term waar de bandleden zelf overigens afstand van namen. Internationaal verwierf het trio bekendheid met de albums Trust, Secret Name en Things We Lost In The Fire. Sparhawk, lid van een mormonenkerk, staat bekend om zijn worsteling met godsdienst, geweld en geestelijke gezondheid.
Op 28 maart 2008 zond de Nederlandse omroep VPRO in het televisieprogramma Het uur van de wolf een documentaire over de band uit.

## Hitnotaties

### Albums
| Album met eventuele hitnotering(en) in de Nederlandse Album Top 100 | Datum van verschijnen | Datum van binnenkomst | Hoogste positie | Aantal weken | Opmerkingen |
| ------------------------------------------------------------------- | --------------------- | --------------------- | --------------- | ------------ | ----------- |
| The invisible way                                                   | 2013                  | 23-03-2013            | 99              | 1*           |             |

| Album met hitnotering(en) in de Vlaamse Ultratop 200 albums | Datum van verschijnen | Datum van binnenkomst | Hoogste positie | Aantal weken | Opmerkingen |
| ----------------------------------------------------------- | --------------------- | --------------------- | --------------- | ------------ | ----------- |
| The invisible way                                           | 2013                  | 30-03-2013            | 55              | 1*           |             |